# 드르베니크벨리섬

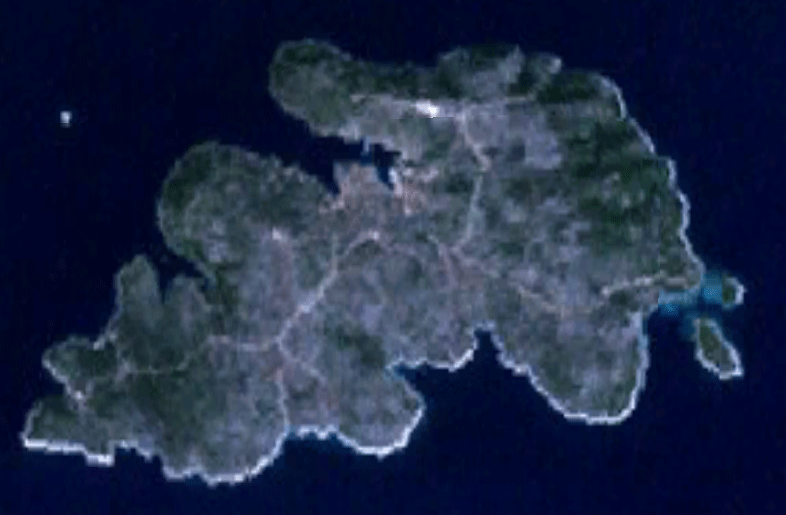
드르베니크벨리섬의 위성 사진

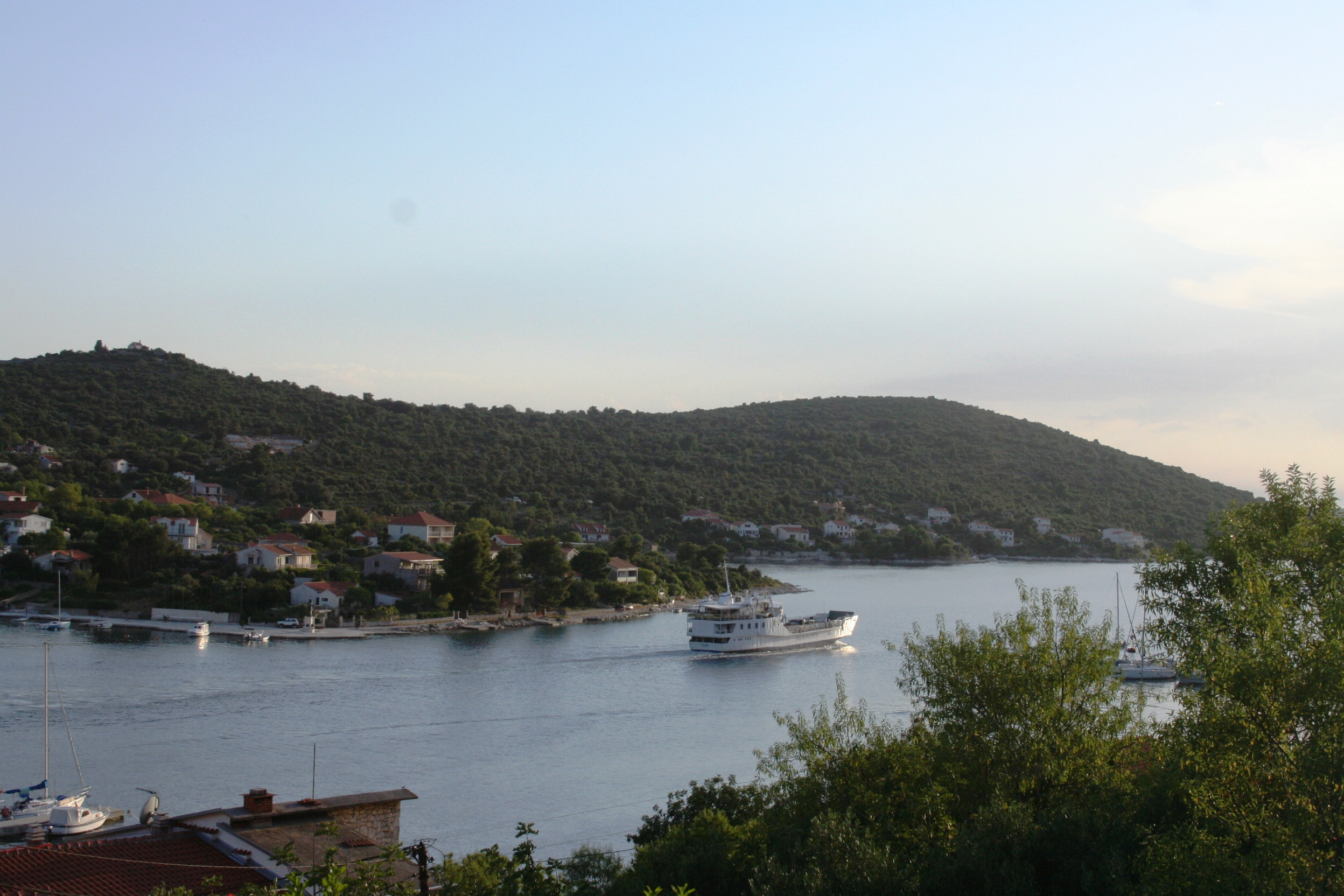
드르베니크벨리섬

드르베니크벨리섬(크로아티아어: Drvenik Veli, 이탈리아어: Zirona Grande)은 아드리아해에 위치한 크로아티아의 섬으로 면적은 12.07km2, 높이는 178m, 인구는 150명(2011년 기준), 인구 밀도는 4.47명/km2이다.
행정 구역상으로는 스플리트달마티아주에 속하며 달마티아 군도의 중부에 위치한다. 드르베니크말리섬의 동쪽, 숄타섬의 북서쪽에 위치한다. 모래, 조약돌로 뒤덮인 해변으로 유명한 섬이다.